# Sextus Cerealis
Sextus Cerealis va ser un general romà, comandant de la Legió V Macedònica a la Primera Guerra Judeoromana sota Titus l'any 70.
Va matar molts samaritans al mont Gerizim, va assolar Idumea i va conquerir Hebron. Va atacar una nit el temple de Jerusalem sense èxit i va formar part del consell de guerra establert per Titus abans de la conquesta de Jerusalem.